# Giải thưởng Honda Y-E-S
Giải thưởng Honda Y-E-S là một chương trình được thành lập bởi Quỹ Honda Foundation của Nhật Bản.
Tại Việt Nam, Giải thưởng Honda Y-E-S (Young Engineer and Scientist) và Honda Award được thực hiện thông qua sự hợp tác giữa Quỹ Honda Foundation (Nhật Bản), Công ty Honda Việt Nam, Viện Chiến lược và Chính sách Khoa học và Công nghệ (NISTPASS) thuộc Bộ Khoa học Công nghệ, cùng với sự hỗ trợ của các trường đại học đối tác. Giải thưởng này hướng đến việc khám phá và đào tạo những người trẻ tài năng trong lĩnh vực công nghệ sinh thái, giúp họ trở thành những nhà lãnh đạo có tiềm năng trong tương lai và góp phần vào quá trình phát triển của ngành khoa học và công nghệ tại các quốc gia đang phát triển.
Bắt đầu từ năm 2006 tại Việt Nam, Honda Y-E-S đã tôn vinh nhiều sinh viên, kỹ sư và nhà khoa học trẻ Việt Nam. Ngoài ra, những người giành giải thưởng còn có cơ hội nhận giải thưởng 10.000 đô la Mỹ nếu đủ điều kiện đi du học sau đại học tại Nhật Bản hoặc 7.000 đô la Mỹ nếu tham gia thực tập tại các đại học, viện nghiên cứu hoặc phòng thí nghiệm của Nhật Bản.